# Шнейдер, Александр Борисович
Александр Борисович Шнейдер (род. 22 мая 1962, Ворошиловград) — советский и украинский шахматист, гроссмейстер (1990). Окончил Львовский институт физической культуры (1984). 
Участник Всесоюзных турниров молодых мастеров (1983—1985); лучший результат — 2—3-е место (1984). Международные соревнования: Львов (1986) — 1—3-е; Калькутта (1988) — 4—5-е места. Две бронзовых медали в чемпионатах УССР, чемпион общества «Динамо» (1987). Участник чемпионатов СССР 1990 и 1991 гг. После распада СССР играл в команде «Данко-Донбасс» (Алчевск), участник десяти розыгрышей Кубка европейских клубов (1993—2002) в её составе, бронзовый призёр этого турнира в 1994 году.
Член символического клуба победителей чемпионов мира Михаила Чигорина с 19 ноября 1994 года (обыграл Гарри Каспарова в Кубке европейских клубов). Участвовал в международных соревнованиях в 2000 году в Париже и в 2003 году в Цюрихе. Живёт с семьёй в Киеве.

## Спортивные достижения
| Год  | Город     | Турнир                          | + | − | = | Результат | Место |
| ---- | --------- | ------------------------------- | - | - | - | --------- | ----- |
| 1990 | Ленинград | 57-й чемпионат СССР             | 2 | 4 | 7 | 5½ из 13  | 10—11 |
| 1991 | Москва    | 58-й и последний чемпионат СССР | 1 | 3 | 7 | 4½ из 11  | 50—56 |
|      |           |                                 |   |   |   | из        |       |

## Изменения рейтинга
| Графики недоступны из-за технических проблем. См. информацию на Фабрикаторе и на mediawiki.org. |